# Makariwka (obwód doniecki)
Makariwka (ukr. Макарівка) – wieś na Ukrainie, w obwodzie donieckim, w rejonie wołnowaskim. W 2001 liczyła 258 mieszkańców.